# Chikkakondamari, Srinivaspur
Chikkakondamari là một làng thuộc tehsil Srinivaspur, huyện Kolar, bang Karnataka, Ấn Độ.